# Exosphaeroma waitemata
Exosphaeroma waitemata är en kräftdjursart som beskrevs av Bruce 2005B. Exosphaeroma waitemata ingår i släktet Exosphaeroma och familjen klotkräftor. Inga underarter finns listade i Catalogue of Life.